# Tashkent Open
Tashkent Open je profesionální tenisový turnaj žen konaný v uzbeckém hlavním městě Taškentu. Odehrává se v Národním tenisovém centru na otevřených dvorcích s tvrdým povrchem Plexipave. 
Turnaj byl založen v roce 1999 jako součást okruhu WTA Tour. Do sezóny 2003 se konal v červnu a poté v říjnovém či zářijovém termínu po newyorském grandslamu US Open. Mezi lety 1999–2008 probíhal v kategorii Tier IV, poté v období 2009–2019 v kategorii International. V sezóně 2020 jej na túře nahradil halový Lyon Open a uzbecký turnaj byl degradován do nižší série WTA 125K.
Některé vítězky získaly v Taškentu první singlové trofeje na túře WTA včetně Číňanky Sun Tchien-tchien, Japonky Nao Hibinové, Rusky Xenije Pervakové, Italky Karin Knappové a Češky Kristýny Plíškové. Nejmladší šampionkou se v roce 2004 stala 15letá Češka Nicole Vaidišová. Další 15letá tenistka postoupila do finále turnaje WTA až po patnácti letech na Linz Open 2019, kde triumfovala Američanka Coco Gauffová. 24letá Ruska Margarita Gasparjanová vyhrála ročník 2018 z pozice 299. hráčky žebříčku, což z ní učinilo druhou nejníže postavenou vítězku dvouhry v historii WTA Tour. V této statistice zaostala pouze za Indonésankou Angelique Widžajaovou, která triumfovala na Bali 2001 jako 579. žena klasifikace.
První uzbeckou událostí v nejvyšší úrovni profesionálního tenisu se stal mužský Tashkent Open na okruhu ATP Tour. Konal se v témže areálu mezi lety 1997–2002 jako Prezidentský pohár.

## Přehled finále

### Dvouhra
| Rok  | vítězka                        | finalistka                     | výsledek                       |
| ---- | ------------------------------ | ------------------------------ | ------------------------------ |
| 1999 | Anna Smašnovová                | Laurence Courtoisová           | 6–3, 6–3                       |
| 2000 | Iroda Tuljaganovová            | Francesca Schiavoneová         | 6–3, 2–6, 6–3                  |
| 2001 | Bianka Lamadeová               | Seda Noorlanderová             | 6–3, 2–6, 6–2                  |
| 2002 | Marie-Gaïané Mikaelianová      | Taťána Pučeková                | 6–4, 6–4                       |
| 2003 | Virginia Ruano Pascualová      | Saori Obatová                  | 6–2, 7–6(7–2)                  |
| 2004 | Nicole Vaidišová               | Virginie Razzanová             | 5–7, 6–3, 6–2                  |
| 2005 | Michaëlla Krajiceková          | Akgul Amanmuradovová           | 6–0, 4–6, 6–3                  |
| 2006 | Sun Tchien-tchien              | Iroda Tuljaganovová            | 6–2, 6–4                       |
| 2007 | Pauline Parmentierová          | Viktoria Azarenková            | 7–5, 6–2                       |
| 2008 | Sorana Cîrsteaová              | Sabine Lisická                 | 2–6, 6–4, 7–6(7–4)             |
| 2009 | Šachar Pe'erová                | Akgul Amanmuradovová           | 6–3, 6–4                       |
| 2010 | Alla Kudrjavcevová             | Jelena Vesninová               | 6–4, 6–4                       |
| 2011 | Xenija Pervaková               | Eva Birnerová                  | 6–3, 6–1                       |
| 2012 | Irina-Camelia Beguová          | Donna Vekićová                 | 6–4, 6–4                       |
| 2013 | Bojana Jovanovská              | Olga Govorcovová               | 4–6, 7–5, 7–6(7–3)             |
| 2014 | Karin Knappová                 | Bojana Jovanovská              | 6–2, 7–6(7–4)                  |
| 2015 | Nao Hibinová                   | Donna Vekićová                 | 6–2, 6–2                       |
| 2016 | Kristýna Plíšková              | Nao Hibinová                   | 6–3, 2–6, 6–3                  |
| 2017 | Kateryna Bondarenková          | Tímea Babosová                 | 6–4, 6–4                       |
| 2018 | Margarita Gasparjanová         | Anastasija Potapovová          | 6–2, 6–1                       |
| 2019 | Alison Van Uytvancková         | Sorana Cîrsteaová              | 6–2, 4–6, 6–4                  |
| 2020 | zrušeno pro pandemii covidu-19 | zrušeno pro pandemii covidu-19 | zrušeno pro pandemii covidu-19 |

### Čtyřhra
| Rok  | vítězky                                             | finalistky                                     | výsledek                       |
| ---- | --------------------------------------------------- | ---------------------------------------------- | ------------------------------ |
| 1999 | Patricia Wartuschová Jevgenija Kulikovská           | Eva Besová Gisela Rieraová                     | 7–6(7–3), 6–0                  |
| 2000 | Li Na Li Tching                                     | Iroda Tuljaganovová Anna Zaporožanovová        | 3–6, 6–2, 6–4                  |
| 2001 | Patricia Wartuschová Petra Mandulová                | Taťána Pučeková Taťána Perebijnisová           | 6–1, 6–4                       |
| 2002 | Taťána Pučeková Taťána Perebijnisová                | Mia Buricová Galina Fokinová                   | 7–5, 6–2                       |
| 2003 | Taťána Pučeková Julia Bejgelzimerová                | Li Tching Sun Tchien-tchien                    | 6–3, 7–6(7–0)                  |
| 2004 | Adriana Serra Zanettiová Antonella Serra Zanettiová | Marion Bartoliová Mara Santangelová            | 1–6, 6–3, 6–4                  |
| 2005 | Émilie Loitová Maria Elena Camerinová               | Anastasia Rodionovová Galina Voskobojevová     | 6–3, 6–0                       |
| 2006 | Viktoria Azarenková Taťána Pučeková                 | Maria Elena Camerinová Emmanuelle Gagliardiová | bez boje                       |
| 2007 | Jekatěrina Dzegalevičová Anastasia Jakimovová       | Taťána Pučeková Anastasia Rodionovová          | 2–6, 6–4, [10–7]               |
| 2008 | Ioana Raluca Olaruová Olga Savčuková                | Nina Bratčikovová Kathrin Wörleová             | 5–7, 7–5, [10–7]               |
| 2009 | Olga Govorcovová Taťána Pučeková                    | Vitalija Ďjačenková Jekatěrina Dzegalevičová   | 6–2, 6–7(1–7), [10–8]          |
| 2010 | Alexandra Panovová Taťána Pučeková                  | Alexandra Dulgheruová Magdaléna Rybáriková     | 6–3, 6–4                       |
| 2011 | Eleni Daniilidouová Vitalija Ďjačenková             | Ljudmyla Kičenoková Nadija Kičenoková          | 6–4, 6–3                       |
| 2012 | Paula Kaniová Polina Pechovová                      | Anna Čakvetadzeová Vesna Doloncová             | 6–2skreč                       |
| 2013 | Tímea Babosová Jaroslava Švedovová                  | Olga Govorcovová Mandy Minellaová              | 6–3, 6–3                       |
| 2014 | Aleksandra Krunićová Kateřina Siniaková             | Margarita Gasparjanová Alexandra Panovová      | 6–2, 6–1                       |
| 2015 | Margarita Gasparjanová Alexandra Panovová           | Věra Duševinová Kateřina Siniaková             | 6–1, 3–6, [10–3]               |
| 2016 | Ioana Raluca Olaruová İpek Soyluová                 | Demi Schuursová Renata Voráčová                | 7–5, 6–3                       |
| 2017 | Tímea Babosová Andrea Hlaváčková                    | Nao Hibinová Oxana Kalašnikovová               | 7–5, 6–4                       |
| 2018 | Olga Danilovićová Tamara Zidanšeková                | Irina-Camelia Beguová Ioana Raluca Olaruová    | 7–5, 6–3                       |
| 2019 | Hayley Carterová Luisa Stefaniová                   | Dalila Jakupovićová Sabrina Santamariová       | 6–3, 7–6(7–4)                  |
| 2020 | zrušeno pro pandemii covidu-19                      | zrušeno pro pandemii covidu-19                 | zrušeno pro pandemii covidu-19 |